# Шютте-Лихоцки, Маргарете
Маргарете Шютте-Лихоцки (нем. Margarete Schütte-Lihotzky, 23 января 1897, Вена — 18 января 2000, там же) — первая австрийская женщина-архитектор, деятельница антифашистского движения. Создательница «Франкфуртской кухни».

## Биография
Маргарете Лихоцки родилась в конце XIX века в венской буржуазной семье. Её родители состояли на государственной службе и отличались либеральными взглядами. В 1918 году Маргарете становится первой студенткой венской Школы художественных промыслов (ныне Венского университета прикладного искусства). После выпуска работала с Адольфом Лоосом над созданием жилья для ветеранов и инвалидов Первой мировой войны.
В 1926 году Лихоцки была приглашена Эрнстом Маем во Франкфурт для решения проблем с жильём в городе. Во Франкфурте она разрабатывала школы, детские сады, дома для студентов и другие общественные здания. Там же она познакомилась с будущим мужем, Вильхемом Шютте, за которого вышла замуж в 1927 году.
Тогда же Лихоцки разработала так называемую «Франкфуртскую кухню», послужившую прототипом встраиваемой кухонной мебели, наиболее распространённой сегодня в странах Европы и Северной Америки. Основываясь на исследованиях американского специалиста Фредерика Тейлора и собственных исследованиях, Лихоцки разработала компактную и эргономичную модель кухни.
Шютте-Лихоцки была в составе команды немецких и австрийских архитекторов, приглашённых в Советский Союз для строительства соцгородов. Например, в Магнитогорске, Новокузнецке она занималась проектированием детских садов и яслей. По возвращении из СССР в 1930-х годах она много путешествовала по миру, выступая с лекциями по дизайну и строительству детских садов и домов для рабочих.
В 1938 году Шютте-Лихоцки вместе с мужем была приглашена преподавать в Стамбульскую Академию изящных искусств. Вместе с ними в тот же период в Академии преподавал известный архитектор Бруно Таут. В это период Лихоцки разрабатывала павильоны для детских садов, основываясь на идеях Марии Монтессори.
Будучи коммунисткой и участником австрийского Сопротивления, в 1941 году она была схвачена гестапо и 4 года провела в концентрационном лагере.
Из-за своей приверженности коммунистическим идеям в послевоенные годы Шютте-Лихоцки практически не получала крупных заказов и работала в основном над проектированием частных домов. Кроме этого, она работала консультантом в Китае, на Кубе и в ГДР.
В начале 1980-х годов её заслуги были высоко оценены, она получила множество призов и наград. Однако, верная своим убеждениям, она отказалась от награждения тогдашним президентом Австрии Куртом Вальдхаймом из-за его сомнительного военного прошлого.
В 1997 году Шютте-Лихоцки отпраздновала своё столетие вальсом с мэром Вены. Умерла она 18 января 2000 года, за пять дней до своего 103-го дня рождения от осложнений после гриппа. Похоронена в Вене, в почётной могиле на Центральном кладбище.

## Франкфуртская кухня

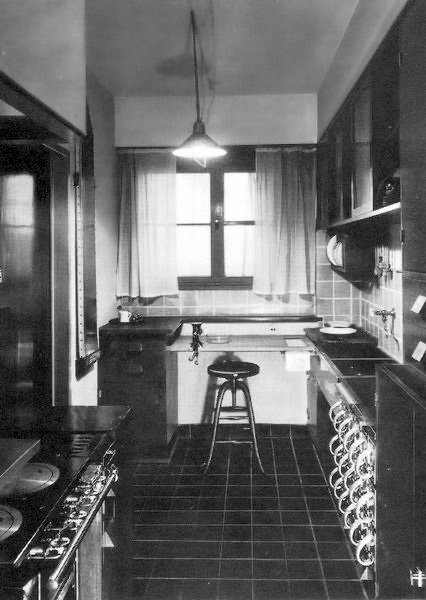
Франкфуртская кухня, 1926 год

Ко времени создания «франкфуртской кухни» Маргарете Шютте-Лихоцки уже имела представление о системе научного подхода к затратам времени на рабочем месте и задумалась над тем, как жилищное строительство может сократить затраты труда домохозяйки. Маргарете взяла секундомер, просчитала время, необходимое на разную работу по кухне, и поняла, что вследствие нерационального распределения кухонного пространства у хозяйки много времени теряется даром.
Стандартная кухня того времени была совмещена со столовой. На ней не только готовили еду, но и обедали, мылись и даже спали. Вместо этого Маргарете спроектировала кухню, умещавшуюся на площади в 6,5 м² и состоявшую из модульных секций, где не пустовало ни одного квадратного сантиметра.
Она предложила установить над плитой вытяжку и ставить лишённую ножек кухонную мебель на бетонное основание, то есть встраивать её в интерьер. «Проект Греты» — идеальное совмещение функции и формы — по максимуму сохранял энергию и время работающей хозяйки. Эту кухню отличал стандартный, жёстко закреплённый набор мебели: слева — двойная мойка, справа — плита, навесные шкафы со скользящими дверцами, а у короткой стены у окна — рабочий стол. Здесь же — вращающийся табурет и лампа над ним. Кухня была оборудована 18-ю практичными «шюттенками» (нем. Schütte — лоток), представлявшими собой нечто среднее между выдвижными ящичками, контейнерами для хранения припасов и мерными стаканчиками. В своей кухне Шутте-Лихоцки установила раздвижные двери, чтобы из кухонной зоны мать имела возможность наблюдать за детьми, находящимися в обеденной зоне.
На этой кухне уже отсутствовала печь — а значит, не нужно было искать место для складирования угля. В ней царила «чистая» техника, работающая на газе и электричестве, которое несмело пробиралось в частные дома, освещая их, разогревая пищу и питая первые бытовые приборы. На «франкфуртской кухне» не было холодильника — он пришёл в Европу только после Второй мировой войны. Для хранения продуктов предусматривалась специальная кладовая, в которой благодаря подаче уличного воздуха поддерживалась прохладная температура.
Кухня выпускалась в различных размерах и с разной степенью оснащённости. Она стала первым прототипом современных кухонь: встроенная мебель, общие принципы функциональности и экономичного использования пространства. В одном только Франкфурте было построено несколько десятков тысяч таких кухонь.
Однако пользователи не оценили новую компактную кухню. Часто люди не могли понять, как на ней готовить. Дизайн называли негибким, пространство недостаточным. Ящики для продуктов часто использовали не по назначению, к тому же до них легко могли дотянуться дети. Ещё одной проблемой оказалось то, что кухня была спроектирована для одного человека. Двое взрослых на ней просто не помещались и даже одному человеку там не всегда было удобно.
И всё же, несмотря на неудобства и критику, «франкфуртская кухня» стала основой создания кухонь второй половины XX века.